# Абразивна обробка каміння
Абрази́вна обро́бка камі́ння (англ. stone grinding, sanding, polishing, нім. abschleifende Steinbearbeitung f, рос. абразивная обработка камня) — процес надання матеріалам і виробам з природного каменю необхідної форми, розмірів, фактури за допомогою абразивного інструменту. 

## Види інструментів
Здійснюється вільним або зв'язаним абразивним інструментом. 
- У першому випадку ріжуча дія виконується абразивною пульпою (суміш абразивного матеріалу з частинками порід, добавками і водою у співвідношенні за масою твердої фази до рідкої від 1:6 до 1:20).
- У другому випадку процес виконується абразивними матеріалами, закріпленими в інструменті (шліфування, фрезерування, профілювання).